# Leuchtturm Huisduinen
Der Leuchtturm Huisduinen, genannt Lange Jaap, ist ein Leuchtturm im Norden von Fort Kijkduin bei Den Helder in der niederländischen Provinz Nordholland.

## Bauwerk
Mit einer Höhe von 63,45 Meter war der Lange Jaap lange Zeit der höchste Leuchtturm der Niederlande, ehe er vom neuen Leuchtturm Maasvlakte abgelöst wurde. Der Lange Jaap ist aber immer noch der höchste gusseiserne Leuchtturm Europas. Der Bau des Turmes begann 1877, die Inbetriebnahme erfolgte am 1. April 1878.
Der Leuchtturm hat eine sechzehneckige Grundform und besteht aus miteinander verschraubten Gusseisenplatten mit einem Gesamtgewicht von 506.100 Kilogramm. Architekt des Turmes war Quirinus Harder. Seit 1988 steht der „Lange Jaap“ unter Denkmalschutz.

## Geschichte
Vor der Errichtung des Lange Jaap wurde die Schifffahrt vor der Küste um Den Helder und Texel durch verschiedene Leuchttürme und Baken gesichert. Zudem gab es an der Stelle des heutigen Fort Kijkduin einen Turm, auf dem Holz und Kohle verbrannt wurden, um Schiffe vor Gefahren zu warnen. Im Jahre 1822 wurde dann auf dem Areal des Forts ein 46 Meter hoher Steinturm errichtet, auf dem man ein mit 26 Öllampen und Spiegel ausgerüstetes Leuchtfeuer installierte. 1853 ersetzte man die Spiegel durch ein Linsensystem, ehe der alte Turm 1878 durch die Errichtung des Lange Jaap überflüssig wurde.

## Leuchtfeuer
Zur Eröffnung 1878 wurde der Lange Jaap mit einer Argand-Lampe und stationären Linsen ausgerüstet. Diese wurden 1903 durch eine drehbare Optik ersetzt. Dieses Linsensystem erzeugte alle zehn Sekunden zwei Lichtblitze und war etwa 30 Kilometer weit zu sehen. 1912 erhielt der Leuchtturm noch stärkere Brenner, ehe er 1924 elektrifiziert wurde.
Im Zweiten Weltkrieg wurde das Leuchtfeuer von deutschen Marinesoldaten zerstört. Erst 1945 nach fünf Jahren ohne Leuchtfeuer, wurde eine Behelfsoptik installiert, die 1949 durch ein neuwertiges Objektiv-System ersetzt wurde. Dieses System erzeugt noch heute in einem Zwanzig-Sekunden-Intervall vier Lichtblitze und ist 54 Kilometer weit zu sehen.